# Lettland i Eurovision Song Contest 2014
Lettland deltog i Eurovision Song Contest 2014. Lettland valde sitt bidrag via den nationella uttagningen Dziesma 2014, som bestod av två semifinaler och en final. Vinnaren, som får representera Lettland i Eurovision Song Contest 2014 blev Aarzemnieki med låten "Cake to bake".

## Dziesma 2014
Dziesma 2014 var den andra upplagan av tävlingen som använts för att välja Lettlands representant i Eurovision. Tävlingen bestod av två semifinaler, som sändes den 1 och 2 februari och en final som sändes 22 februari. När Lettland den 23 september 2013 bekräftade deltagande i Eurovision Song Contest 2014 meddelade man även att formatet för tävlingen skulle vara detsamma som tidigare år.

### Format
Två semifinaler ägde rum i Riga den 1 och 2 februari och finalen den 22 februari i Ventspils. I varje semifinal tävlade 12 låtar och topp 6 kvalificerade sig vidare till finalen. I finalen var det två röstningsomgångar, en för att rösta fram tre låtar till en superfinal och en annan för att i superfinalen avgöra vinnaren. Resultatet bestämdes till 50 % av juryröster och till 50 % av telefon + SMS röster och internetröster. Internetröstningen accepterade internationella röster, dvs man kunde befinna sig utanför Lettland och internetrösta. Poängen gavs genom ranking av bidragen, d.v.s att den låt som t.ex. fått flest telefon och SMS får högsta rankning 1, näst flest röster rankning 2, tredje flest röster rankning 3 o.s.v ner till bidraget med lägst röster som fick rankning 12. När alla "rankningspoäng" räknats ihop i semifinalerna gick de sex bidrag med lägst poäng i totalrankningen vidare till finalen. Samma sak hände i finalen, men då gick bara dom tre med bäst poäng vidare till superfinalen.

### Insändning av bidrag
Mellan den 1 oktober 2013 och 20 november 2013 kunde man skicka in låtar till tävlingen. LTV hade parollen "Made in Latvia" för tävlingen, vilket innebar att bara låtar gjorda av lettiska invånare fick deltaga. Därmed avskaffades en annan regel som tillät utländska medborgare att skicka in bidrag. Totalt inkom 73 bidrag till tävlingen, varav 60 var på engelska, 11 på lettiska, en på ryska och en på franska. De 24 uttagna låtarna presenterades 2 december 2013. I juryn som valde ut bidragen satt regissören Aija Strazdiņa, sångerskan Aija Vītoliņa, musikproducenterna och kompositörerna Ģirts Lūsis och Kārlis Auzāns, musikern och kompositörern Kristaps Krievkalns, brittisk manager på Fascination Records Adam Klein , den svenska kompositören och producenten John Ballard och slovenska sångaren samt Sloveniens representant i Eurovision Song Contest 2011 Maja Keuc. Låtskrivarna till dom valda låtarna hade fram till 7 januari 2014 för att välja artist till låten och lämna in den slutgiltiga versionen av låten.
Följande låtar valdes ut att tävla:
| Artist                         | Låt                     | Kompositör(er)                         |
| ------------------------------ | ----------------------- | -------------------------------------- |
| Aarzemnieki                    | "Cake to Bake"          | Guntis Veilands                        |
| Aminata Savadogo               | "I Can Breathe"         | Aminata Savadogo                       |
| Andris Kivičs                  | "Pa vidu tu"            | Andris Kivičs                          |
| Anete Volmane                  | "Breathe Slow"          | Edgars Viļums,Anete Volmane            |
| Crazy Dolls                    | "Bučas"                 | Aldis Zaļūksnis,Martins Poļakovskis    |
| DJ Dween och Sabīne Berezina   | "Dejo tā"               | Kaspars Dvinskis                       |
| Dons                           | "Pēdējā vēstule"        | Artūrs Šingirejs,Ingus Bērziņš         |
| Dāvis Matskins                 | "I Need More"           | Alise Ketnere                          |
| Eirošmits                      | "If I Could (Get Away)" | Miks Žagars,Raitis Aušmuksts           |
| Ivo Grīsniņš Grīslis           | "I've Got"              | Ivo Grīsniņš Grīslis                   |
| Katrine Lukins                 | "You Are the Reason"    | Katrine Lukins,Kārlis Indrišonoks      |
| Mad Show Boys                  | "I Need a Soul-Twin"    | Mārtiņš Kits                           |
| Markus Riva                    | "Lights On"             | Gaitis Lazdāns,Markus Riva             |
| MyRadiantU                     | "Going All the Way"     | Janis Driksna                          |
| Niko                           | "Here I Am Again"       | Vladimirs Koževņikovs                  |
| Olga and Līgo                  | "Saule riet"            | Tomass Kleins,Guntars Račs             |
| Oskars Deigelis                | "Just Stop"             | Oskars Deigelis,Ruslans Kuksinovičs    |
| Ralfs Eilands och Valters Pūce | "Revelation"            | Ralfs Eilands,Valters Pūce,Ansis Grūbe |
| Sabīne Berezina                | "Pressure"              | Žanna Berezina                         |
| Sabīne Vidriķe                 | "Is It Possible"        | Edgard Kokorevičs,Sabīne Vidriķe       |
| Tamāra Rutkovska               | "I'm Happy"             | Tamāra Rutkovska                       |
| U.K.                           | "What If It Was"        | Rolands Ūdris                          |

### Semifinal 1
Den första semifinalen sändes den 1 februari 2014 från Palladium i Riga. Sex låtar gick vidare till finalen.
| Nr | Artist                        | Låt                 | Jury | Internet | Tele | Totalt | Resultat   |
| -- | ----------------------------- | ------------------- | ---- | -------- | ---- | ------ | ---------- |
| 1  | DJ Dween och Sabrine Berezina | "Dejo ta"           | 9    | 7        | 10   | 26     | Utslagen   |
| 2  | Crazy Dolls                   | "Bucas"             | 8    | 11       | 12   | 31     | Utslagen   |
| 3  | Tamara Rutkovska              | "I'm Happy"         | 11   | 12       | 9    | 32     | Utslagen   |
| 4  | Niko                          | "Here I Am Again"   | 7    | 4        | 2    | 13     | Till Final |
| 5  | Ivo Grīsniņš Grīslis          | "I've Got"          | 5    | 10       | 11   | 26     | Utslagen   |
| 6  | Aarzemnieki                   | "Cake To Bake"      | 6    | 2        | 3    | 11     | Till Final |
| 7  | Oskars Deigelis               | "Just Stop"         | 10   | 9        | 8    | 27     | Utslagen   |
| 8  | Samanta Tīna                  | "Stay"              | 1    | 5        | 5    | 11     | Till Final |
| 9  | MyRadiantU                    | "Going All the Way" | 3    | 6        | 7    | 16     | Till Final |
| 10 | Aminata Savadogo              | "I Can Breathe"     | 4    | 3        | 4    | 11     | Till Final |
| 11 | Dāvis Matskins                | "I Need More"       | 12   | 8        | 6    | 26     | Utslagen   |
| 12 | Olga and Līgo                 | "Saule riet"        | 2    | 1        | 1    | 4      | Till Final |

### Semifinal 2
Den andra semifinalen sändes den 2 februari 2014 från Palladium i Riga. Sex låtar gick vidare till finalen.
| Nr | Artist                         | Låt                     | Jury | Internet | Tele | Totalt | Resultat   |
| -- | ------------------------------ | ----------------------- | ---- | -------- | ---- | ------ | ---------- |
| 1  | Ralfs Eilands och Valters Pūce | "Revelation"            | 2    | 4        | 4    | 10     | Till Final |
| 2  | Katrine Lukins                 | "You Are The Reason"    | 4    | 3        | 7    | 14     | Till Final |
| 3  | Mad Show Boys                  | "I Need a Soul-Twin"    | 10   | 9        | 6    | 25     | Utslagen   |
| 4  | Markus Riva                    | "Lights On"             | 3    | 10       | 5    | 18     | Till Final |
| 5  | Anete Volmane                  | "Breathe Slow"          | 12   | 5        | 11   | 28     | Utslagen   |
| 6  | U.K.                           | "What If It Was"        | 5    | 6        | 10   | 21     | Utslagen   |
| 7  | Katrīna Bindere                | "Moment and tomorrow"   | 7    | 8        | 1    | 16     | Till Final |
| 8  | Andris Kivičs                  | "Pa vidu tu"            | 9    | 12       | 12   | 33     | Utslagen   |
| 9  | Dons                           | "Pēdējā vēstule"        | 1    | 1        | 2    | 4      | Till Final |
| 10 | Sabīne Vidriķe                 | "Is It Possible"        | 11   | 11       | 3    | 25     | Utslagen   |
| 11 | Sabīne Berezina                | "Pressure"              | 6    | 7        | 8    | 21     | Utslagen   |
| 12 | Eirošmits                      | "If I Could (Get Away)" | 8    | 2        | 9    | 19     | Till Final |

### Finalen
Finalen sändes den 22 februari 2014 från Juras Varti Theatre House i Ventspils. Tre låtar gick vidare till superfinalen. I superfinalen avgjordes slutligen vilket bidrag som vann Dziesma 2014.
| Nr | Artist                         | Låt                     | Jury | Tele | Tele | Totalt | Placering | Anmärkning             |
| -- | ------------------------------ | ----------------------- | ---- | ---- | ---- | ------ | --------- | ---------------------- |
| 1  | Ralfs Eilands och Valters Pūce | "Revelation"            | 1    | 905  | 8    | 9      | 4         | Utslagen               |
| 2  | Markus Riva                    | "Lights On"             | 10   | 632  | 10   | 20     | 11        | Utslagen               |
| 3  | Katrīna Bindere                | "Moment and tomorrow"   | 7    | 1298 | 5    | 12     | 7         | Utslagen               |
| 4  | Dons                           | "Pēdējā vēstule"        | 2    | 2426 | 1    | 3      | 1         | Vidare till superfinal |
| 5  | Samanta Tīna                   | "Stay"                  | 5    | 1302 | 4    | 9      | 3         | Vidare till superfinal |
| 6  | Niko                           | "Here I Am Again"       | 11   | 1269 | 6    | 17     | 9         | Utslagen               |
| 7  | MyRadiantU                     | "Going All the Way"     | 6    | 686  | 9    | 15     | 8         | Utslagen               |
| 8  | Olga and Līgo                  | "Saule riet"            | 9    | 1960 | 3    | 12     | 6         | Utslagen               |
| 9  | Aminata Savadogo               | "I Can Breathe"         | 3    | 948  | 7    | 10     | 5         | Utslagen               |
| 10 | Aarzemnieki                    | "Cake To Bake"          | 4    | 2398 | 2    | 6      | 2         | Vidare till superfinal |
| 11 | Eirošmits                      | "If I Could (Get Away)" | 8    | 541  | 11   | 19     | 10        | Utslagen               |
| 12 | Katrine Lukins                 | "You Are The Reason"    | 12   | 380  | 12   | 24     | 12        | Utslagen               |

### Superfinalen
I superfinalen räknades internet och SMS rösterna ihop och utgjorde telefonomröstningsresultatet. 
| Nr | Artist       | Låt              | Jury | Internet | SMS  | Tele | Totalt | Resultat    |
| -- | ------------ | ---------------- | ---- | -------- | ---- | ---- | ------ | ----------- |
| 1  | Dons         | "Pēdējā vēstule" | 1    | 1551     | 3830 | 2    | 3      | 2           |
| 2  | Samanta Tīna | "Stay"           | 3    | 797      | 1979 | 3    | 6      | 3           |
| 3  | Aarzemnieki  | "Cake To Bake"   | 2    | 1529     | 3949 | 1    | 3      | 1 (Vinnare) |

## Under Eurovision
Lettland lottades att tävla i den första halvan av den första semifinalen den 6 maj 2014, där de fick startnumret 2. Dock misslyckades Lettland med att placera sig bland dom tio länder med högsta totalpoäng, och gick därmed inte vidare till finalen. När alla resultat släpptes senare, stod det klart att Lettland fått 33 poäng, vilket räckte till en 13:e plats i semifinalen.
| 12 poäng  | 10 poäng | 8 poäng    | 7 poäng               | 6 poäng             |
| --------- | -------- | ---------- | --------------------- | ------------------- |
|           |          |            | - Azerbajdzjan        | - Estland - Island  |
| 5 poäng   | 4 poäng  | 3 poäng    | 2 poäng               | 1 poäng             |
| - Belgien |          | - Portugal | - Ungern - San Marino | - Danmark - Sverige |

### Poäng givna av Lettland
| 12 poäng | Nederländerna |
| 10 poäng | Estland       |
| 8 poäng  | Sverige       |
| 7 poäng  | Ukraina       |
| 6 poäng  | Armenien      |
| 5 poäng  | Island        |
| 4 poäng  | Ryssland      |
| 3 poäng  | Ungern        |
| 2 poäng  | Azerbajdzjan  |
| 1 poäng  | San Marino    |

| 12 poäng | Nederländerna |
| 10 poäng | Armenien      |
| 8 poäng  | Sverige       |
| 7 poäng  | Ukraina       |
| 6 poäng  | Österrike     |
| 5 poäng  | Norge         |
| 4 poäng  | Spanien       |
| 3 poäng  | Finland       |
| 2 poäng  | Ryssland      |
| 1 poäng  | Ungern        |